# دوف فايسغلاس
دوف فايسغلاس (بالعبرية: דב ויסגלס؛ من مواليد 4 أكتوبر 1946) هو محامٍ ورجل أعمال إسرائيلي شارك في عملية السلام في الشرق الأوسط خلال فترة رئيس الوزراء أرئيل شارون.

## سيرته الذاتية
ولد دوف فايسغلاس في تل أبيب لعائلة ثرية ونشأ في رمات غان. خدم في الجيش الإسرائيلي، بعد تخرجه من مدرسة أوهيل شيم الثانوية، ثم بدأ دراسة القانون في الجامعة العبرية في القدس في سن التاسعة عشرة.

## مسيرته القانونية
حصل على رخصة المحاماة في 1971، بعد تخرجه بدرجة البكالوريوس في القانون وتدريبه في محكمة تل أبيب الجزئية. في نفس العام، بدأ العمل في شركة المحاماة تل أبيب موريتز ومارغوليس. أصبح شريكاً في الشركة في 1978، واستحوذ على الشركة في 1984، بالتعاون مع أمير ألماغور، وأصبح شريكاً رئيسياً. سُميت الشركة فيما بعد موريتز، فايسغلاس، ألماغور وشركاه.
مثل العديد من الشخصيات العامة الإسرائيلية في المحكمة كمحامٍ، غالباً في دعاوى التشهير ضد الصحف. كان من بين عملائه إسحاق رابين، وأرئيل شارون، وإيهود أولمرت، ويسرائيل مئير لاو، وأفيغادور ليبرمان، وإفي إيتام [الإنجليزية]. كما مثل اثنين من ضباط الشاباك المكلفين بمراقبة المتطرفين اليهود أمام لجنة شامغار [الإنجليزية]، وعميلين للموساد قُبض عليهما في الأردن أثناء عملية فاشلة لاغتيال خالد مشعل، وسائق القاطرة في كارثة هابونيم [الإنجليزية]، ورئيس اللجنة المنظمة لألعاب مكابيه في أعقاب انهيار جسر مكابيه، ورافي إيتان أمام السلطات الأمريكية في قضية جوناثان بولارد. كما أدى الخدمة العسكرية الاحتياطية في مكتب المستشار القانوني لوزارة الدفاع، حيث ساعد في جمع المواد للجنة كاهان. كما كان المدير المرخص لشركة التأمين هيسنا في 1991.
التقى فايسغلاس بأرئيل شارون في 1982، عندما كان يعمل في القسم القانوني بوزارة الدفاع. وأعد البيان الذي ألقاه شارون أمام لجنة التحقيق في مجزرة صبرا وشاتيلا. وأصبح محامي شارون الشخصي في نهاية المطاف.
عُين فايسغلاس رئيساً لمكتب رئيس الوزراء أرئيل شارون في 2002، واستمر في هذا المنصب حتى أغسطس 2004. عمل كمندوب دبلوماسي عبر هذا الدور، للتفاوض مع مستشارة الأمن القومي الأمريكي كونداليزا رايز ووزير الخارجية الأمريكي كولن باول، وكان أحد المهندسين الرئيسيين لفك الارتباط الإسرائيلي بغزة.
واصل العمل كمستشار خاص لرئيس الوزراء لبقية فترة شارون، وظل في هذا الدور تحت قيادة رئيس الوزراء إيهود أولمرت بعد إصابة شارون بالسكتة الدماغية.
عمل لفترة وجيزة كمستشار لرئيس الوزراء بنيامين نتنياهو في 2009.

## مسيرته التجارية
عُين فايسغلاس رئيساً لمجلس إدارة بيزك في يونيو 2006. وتقاعد بعد عام وثلاثة أشهر وحصل على أعلى مكافأة تقاعد تُمنح لرئيس متقاعد في ذلك الوقت.

## أعماله المنشورة
- أرئيل شارون - رئيس وزراء، 2012، إصدار يديعوت أحرونوت

## إثارته للجدل
تعرض للانتقاد في 2004، لتصريحه «إن خطة الانسحاب كانت مثل الفورمالديهايد؛ فهي توفر كمية كافية من الفورمالديهايد حتى لا تكون هناك عملية سياسية مع الفلسطينيين.»
زُعم أنه علق قائلاً في إشارة إلى حصار غزة، «الفكرة هي إلزام الفلسطينيين بنظام غذائي، ولكن ليس جعلهم يموتون جوعاً.» نفى فايسغلاس تصريحه هذا.